# يورغا
يورغا (بالروسية: Юрга) هي إحدى مدن روسيا في مقاطعة كيمروفسكايا.

## أعلام
- بوريس سوبوليف